# Емен (Холандија)
Емен (хол. Emmen) је град Холандије, у покрајини Дренте. Према процени из 2008. у граду је живело 109.196 становника.

## Становништво
Према процени, у граду је 2008. живело 109.196 становника.
| 1980.  | 1990.  | 2000.   | 2008.   |
| ------ | ------ | ------- | ------- |
| 89.763 | 92.807 | 105.972 | 109.196 |